# Kodai Fujii
Kodai Fujii (født 13. januar 1991) er en japansk fodboldspiller, som spiller for den japanske fodboldklub FC Machida Zelvia.